# 교회 가는 길
《교회 가는 길》은 대한민국의 방송국 기독교방송의 라디오 채널 CBS 표준FM에서 일 오전 9시 5분 ~ 오전 11시에 방송하는 라디오 프로그램이다. 여러 찬송가와 복음성가, CCM 그리고 목사의 설교가 방송된다.
2009년 3월 CBS 봄개편으로 신설되었으며 2010년 봄개편 때 방송시간이 오전 7시 40분으로 앞당겨 졌으나 같은 해 가을개편 때 다시 오전 9시로 이동되었다.

## 역대 진행자
- 장주희 아나운서
- 이명희 아나운서
- 송정훈 아나운서
- 백원경 아나운서(현재, 2009년에도 진행한 적이 있었다)

## 코너
- 1부 - 주님, 우리 기도를, 마음 밭을 갈며
- 2부 - 뜻으로 읽는 성경
- 3부 - 은혜의 책갈피
- 4부 - 생명의 말씀, 행복한 예배자

## 같이 보기
- CBS 표준FM

| CBS 표준FM               |                          |                            |
| 이전                     | 교회 가는 길             | 다음                       |
| 말씀의 향기              | 교회 가는 길             | 라디오 교회                |
| 오전 8시 35분 ~ 오전 9시 | 오전 9시 5분 ~ 오전 11시 | 오전 11시 ~ 오전 11시 30분 |
| 30분 CBS 노컷뉴스        | 정시 CBS 노컷뉴스        |                            |